# Ciuperceni (Gorj)
Ciuperceni è un comune della Romania di 1807 abitanti, ubicato nel distretto di Gorj, nella regione storica dell'Oltenia.
Il comune è formato dall'unione di 7 villaggi: Boboiești, Ciuperceni, Peșteana-Vulcan, Priporu, Strâmba-Vulcan, Vârtopu, Zorzila.